# مقاطعة هارفي (كانساس)
مقاطعة هارفي (بالإنجليزية: Harvey County)‏ هي إحدى المقاطعات في ولاية كانساس، الولايات المتحدة الأمريكية.